# 北海道道41号函館恵山線
北海道道41号函館恵山線（ほっかいどうどう41ごう はこだてえさんせん）は、北海道函館市庵原町より函館市日浦町に至る道道（主要地方道）である。

## 概要
女那川町と日浦町の間は、旧国道278号である。この区間には素堀の隧道が連続し、日浦洞門と呼ばれている。

### 路線データ
- 起点：北海道函館市庵原町（北海道道83号函館南茅部線交点）
- 終点：北海道函館市日浦町（国道278号交点）
- 総延長：23.429 km[1]
- 実延長：23.393 km[1]
- 重用延長：0.036 km[1]
- 未舗装延長：3.250 km[1]

## 歴史
- 1957年（昭和32年）3月30日 - 172号尻岸内函館線として路線認定[2]。
- 1985年（昭和60年）4月1日 - 尻岸内町から恵山町への町名変更に伴い、路線名を恵山函館線に変更[3]。
- 1987年（昭和62年）1月12日 - 町道となっていた恵山町女那川から恵山町日浦の旧国道278号4.29 kmを編入。起点を恵山町日浦に変更[4]。
- 1993年（平成5年）5月11日 - 建設省から、道道恵山函館線が函館恵山線として主要地方道に指定される[5]。
- 1994年（平成6年）
  - 4月1日 - 路線名を函館恵山線に変更し、起点と終点を入れ替え[6]。
  - 10月1日 - 路線番号を41号に変更[7]。

## 路線状況

### 道路施設

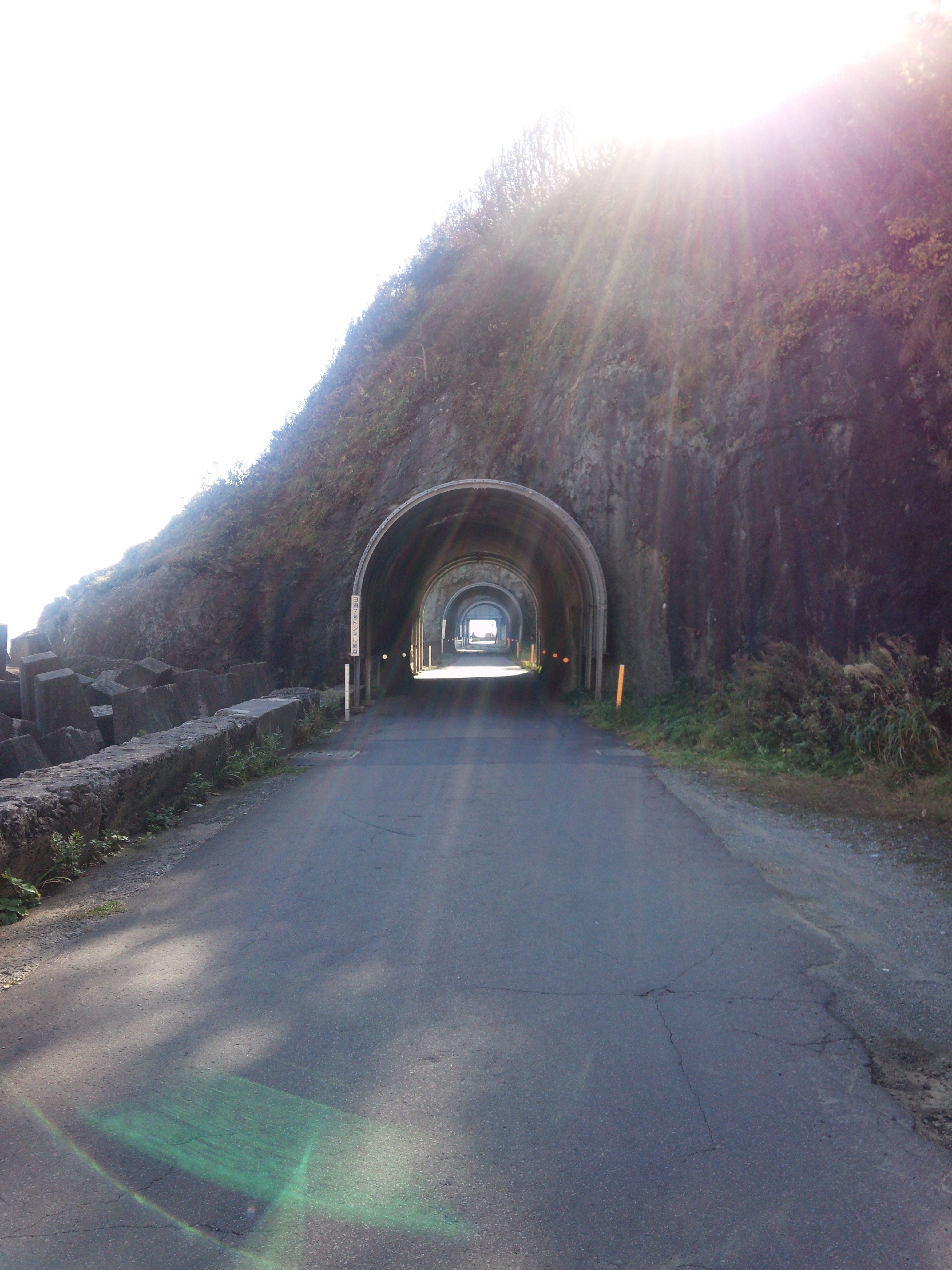
日浦洞門 7号トンネル終点側

#### 主なトンネル
- 日浦1号トンネル (10 m) 昭和4年開通
- 日浦2号トンネル (50 m) 昭和4年開通
- 日浦3号トンネル (17 m) 昭和4年開通
- 日浦4号トンネル (18 m) 昭和4年開通
- 日浦5号トンネル (5 m) 昭和4年開通
- 日浦6号トンネル (12 m) 昭和4年開通
- 日浦7号トンネル (16 m) 昭和4年開通

廃止されたトンネル
- 日浦8号トンネル（約23 m、平成14年頃の防災工事で開削撤去）昭和4年開通
- 日浦9号トンネル（約10 m、開削撤去）昭和4年開通

#### 主な橋梁
- 冷水橋（36 m、汐泊川、函館市庵原町-函館市鉄山町）
橋に設置されたプレートには「冷水川」とあるが、誤りである
- 鉄山橋（63 m、温川、函館市-函館市鉄山町）
- 白滝沢橋（50 m、温川、函館市鉄山町）
- 野広橋（50 m、温川、函館市鉄山町）
- 蛾眉野沢橋（10 m、蛾眉野沢川、函館市蛾眉野町）
- 記念橋（35 m、温川、函館市蛾眉野町）
- 糸川橋（19 m、糸川、函館市蛾眉野町）
- 盤の沢橋（13 m、盤の沢川、函館市蛾眉野町）
- 木染橋（14 m、（無名川）、函館市蛾眉野町）
- 白妙橋（15 m、唐川、函館市日和山町）
- 紅雲橋（15 m、唐川、函館市日和山町）
- 蒼流橋（15 m、唐川、函館市日和山町）
- 唐川橋（14 m、唐川、函館市川上町）
- 冷水橋（10 m、冷水川、函館市川上町-函館市女那川町）

## 地理

### 通過する自治体
- 渡島総合振興局
  - 函館市

### 交差する道路
函館市
- 北海道道83号函館南茅部線 - 庵原町（起点）
- 北海道道970号蛾眉野原木線 - 蛾眉野町
- 国道278号 - 川上町
- 国道278号 - 日浦町（終点）

### 沿線にある施設など
函館市
- 函館市消防本部東消防署恵山出張所
- 恵山総合体育館
- 尻岸内郵便局
- 函館市立えさん小学校
- 道南うみ街信用金庫えさん支店
- 大澗簡易郵便局
- 大澗漁港
- サンタロナカセ岩